# Liste des stations du métro de Daegu
Pour un article plus général, voir Métro de Daegu.
Le réseau comporte deux lignes qui desservent la ville de Daegu, en Corée du Sud:

## Ligne 1
D'ouest en est :
- Daegok
- Jincheon
- Wolbae
- Sangin
- Wolchon
- Songhyeon
- Seongdangmot : près du terminal de bus interurbains de Seobu
- Daemyeong
- Anjirang
- Hyeonchungno
- Yeungnam University Hospital
- National University of Education
- Myeongdeok
- Banweoldang : correspondance avec la ligne 2
- Jungangno: en centre ville. Emplacement de l'incendie de 2003
- Daegu Station : correspondance avec Korail (Korean National Railroad)
- Chilseong : près du marché de Chilseong
- Sincheon
- Dongdaegu Station : correspondance avec les lignes de Korail
- Keungogae
- Ayanggyo
- Dongchon
- Haean
- Bangchon
- Yonggye
- Yulha
- Singi
- Banyawo
- Gaksan
- Ansim

## Ligne 3

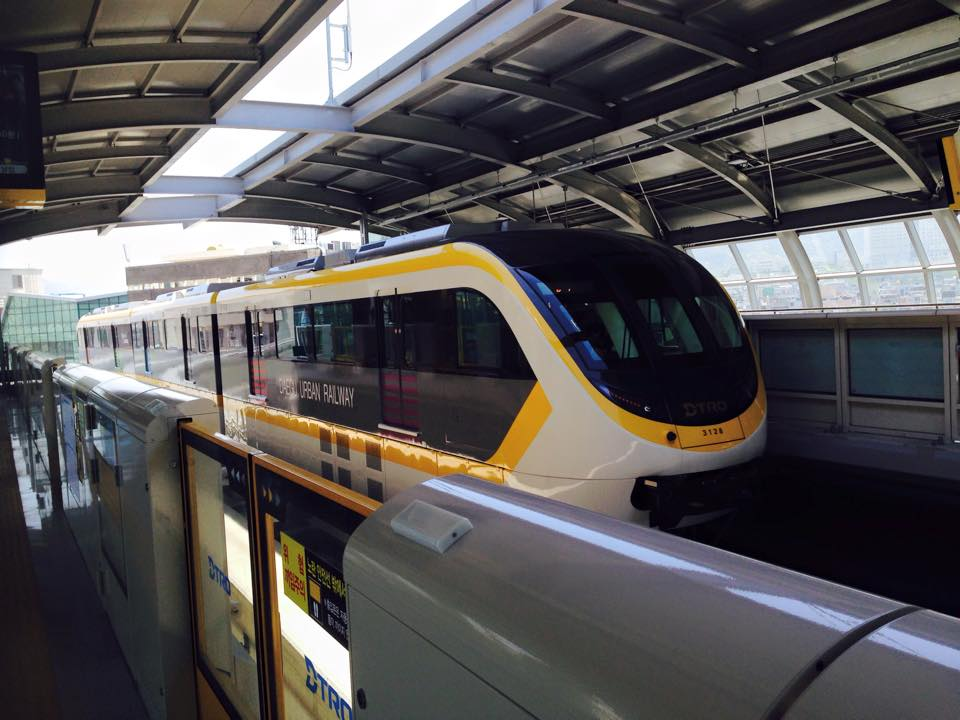
Rame de la ligne 3

## Ligne 2
- Moonyang
- Dasa
- Daeshil
- Gangchang
- Gyemyeong University
- Seongseo Industrial Complex
- Igok
- Yongsan
- Jookjeon
- Gamsam
- Dooryu
- Naedang
- Bangogoae
- Dongsan

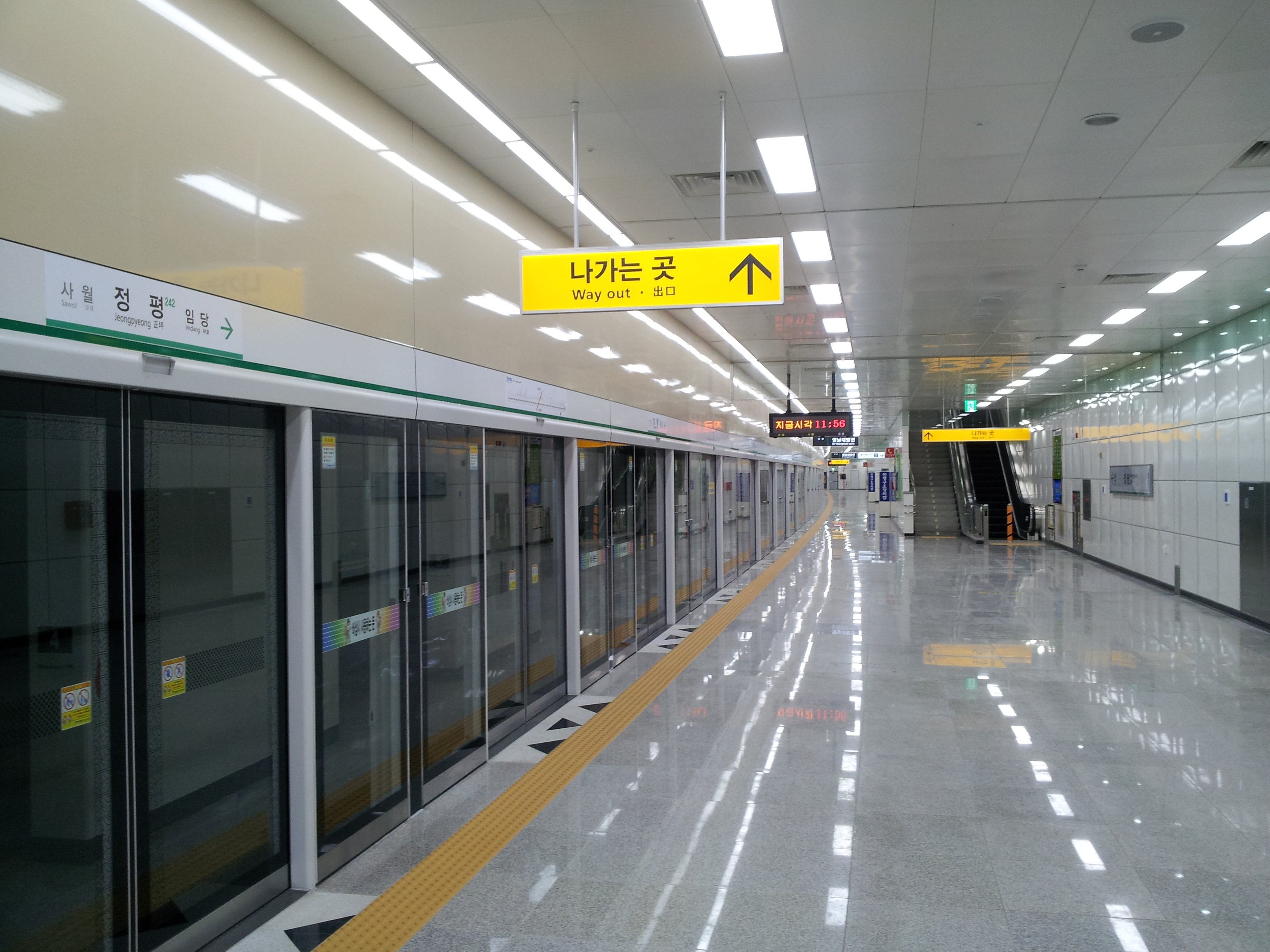
Station Jeongpyeong

- Banweoldang : correspondance avec la ligne 1
- Sangdeok
- Sooseong
- Beomeoh
- Sooseonggu Office
- Manchon
- Damti
- Yeonho
- Daegu Children's Grand Park
- Gosan
- Shiji
- Saweol
- Jeongpyeong
- Imdang
- Yeungnam Univ.